# جانی اسپیت
جانی اسپیت (انگلیسی: Johnny Speight؛ ‏ ۲ ژوئن ۱۹۲۰ – ۵ ژوئیهٔ ۱۹۹۸) نویسنده و فیلم‌نامه‌نویس اهل بریتانیا بود.
از فیلم‌ها یا مجموعه‌های تلویزیونی که وی در آن‌ها نقش داشته است، می‌توان به همگی در خانواده اشاره نمود.